# Weberberg
Weberberg är en kulle i Tjeckien.   Den ligger i regionen Ústí nad Labem, i den norra delen av landet, 90 km norr om huvudstaden Prag. Toppen på Weberberg är 710 meter över havet.
Terrängen runt Weberberg är kuperad söderut, men norrut är den platt.Runt Weberberg är det ganska tätbefolkat, med 120 invånare per kvadratkilometer. Närmaste större samhälle är Varnsdorf, 5,2 km norr om Weberberg. Omgivningarna runt Weberberg är en mosaik av jordbruksmark och naturlig växtlighet.